# Anolis caquetae
Anolis caquetae е вид влечуго от семейство Dactyloidae.

## Разпространение
Видът е разпространен в Колумбия.